# سکووه
سکووه (به لهستانی:  Skuły) یک روستا در لهستان است که در گمینا ژابیا وولا واقع شده‌است. سکووه ۲۴۰ نفر جمعیت دارد و ۱۵۷ متر بالاتر از سطح دریا واقع شده‌است.